# Staffelkapitän
Staffelkapitän é uma posição (não uma patente) da Luftwaffe dada para um líder de Staffel, equivalente na Royal Air Force/US Air Force como Líder de Esquadrão (em inglês: Squadron Leader).
Geralmente um Staffelkapitän é um oficial com a patente de Leutnant, Oberleutnant ou Hauptmann.